# Phillip Burrows
Phillip Ross Burrows (Wellington, 25 april 1980) is een Nieuw-Zeelands hockeyer.
Burrows is Nieuw-Zeelands international en speelde zijn eerste interland voor de Nieuw-Zeelandse ploeg in januari 2000. Hij voert de topscorerslijst voor Nieuw-Zeeland aan en werd in 2003 in eigen land verkozen tot beste hockeyer. Met Nieuw-Zeeland kwam hij uit op de Olympische Spelen van 2004, 2008 en 2012.
Burrows speelde clubhockey in Nederland vanaf 2004 aanvankelijk bij BH & BC Breda in de Hoofdklasse, maar doordat die ploeg degradeerde vertrok hij in 2005 naar de kersverse promovendus HC Rotterdam. In de zomer van 2010 ging hij in op een aanbieding van de Belgische club Braxgata. Hierdoor vertrok Burrows na vijf seizoenen Rotterdam en één seizoen Breda uit Nederland. In 2012 keerde hij echter terug naar Nederland en verdedigde hij de clubkleuren van het Wassenaarse HGC.